# سورة النمل

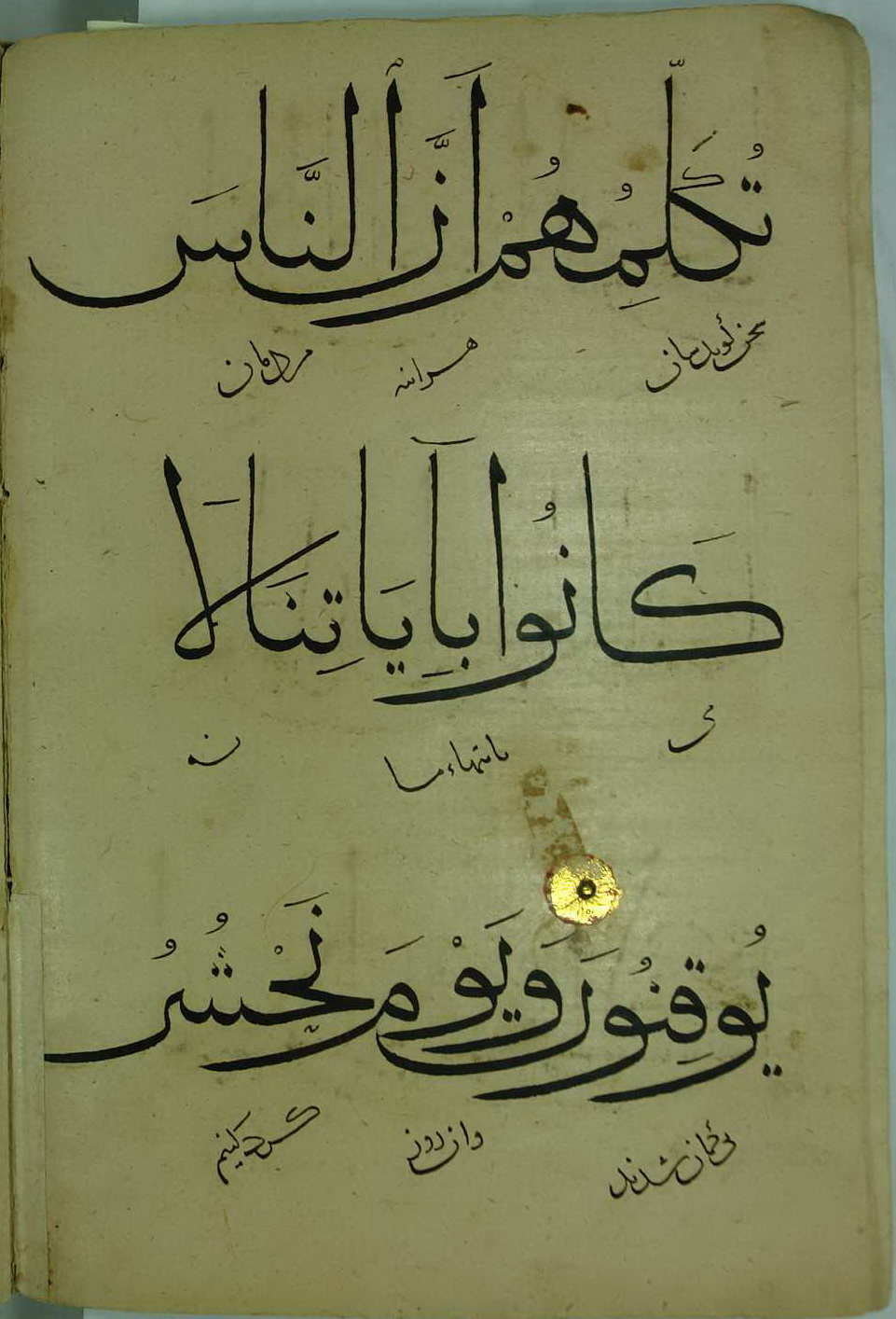
جزء من إحدى آيات سورة النمل.

سورة النمل سورة مكية، من المثاني، آياتها 93، وترتيبها في المصحف 27، في الجزء التاسع عشر، نزلت بعد سورة الشعراء، بدأت بحروف مقطعة ﴿طس تِلْكَ آيَاتُ الْقُرْآنِ وَكِتَابٍ مُبِينٍ ۝١﴾ [النمل:1]. السورة بها سجدة تلاوة في الآية 26، ذُكر فيها قصة النبي سليمان وملكة سبأ، ذكرت البسملة في السورة مرتين، حيث وردت البسملة في الافتتاح وفي الآية 30 ﴿إِنَّهُ مِنْ سُلَيْمَانَ وَإِنَّهُ بِسْمِ اللَّهِ الرَّحْمَنِ الرَّحِيمِ ۝٣٠﴾ [النمل:30].

## عن السورة
جاءت بعد سورة الشعراء وقبل سورة القصص. أهتمت السورة بالحديث عن أصول العقيدة التوحيد والرسالة والبعث وهي إحدى سور ثلاث نزلت متتالية ووضعت في المصحف متتالية وهي الشعراء والنمل والقصص ويكاد يكون منهاجها واحدا في سلوك مسلك العظة والعبرة عن طريق قصص الغابرين.

## سبب نزول السورة
عن سفيان الثوري في قوله ﴿وَسلاَمٌ عَلى عِبَادِهِ الذين اصْطَفَى﴾ [النمل:59] قال: نزلت في أصحاب محمد خاصة.

## سبب التسمية
سميت سورة النمل بهذا الأسم لورود قصة النمل مع سيدنا سليمان عليه السلام.

## مواضيع السورة
- تبدأ السورة بـ ﴿طس﴾ [النمل:1] وهي من السور التي تبدأ بالحروف ولها عدة تفاسير.
- ثم ذكر جزءاً من قصة سيدنا موسى  حين رأى عند الوادي المقدس طوى.
- ذكر قصة سيدنا سليمان في وادي النمل.
- قصة سيدنا سليمان مع الهدهد وملكة سبأ.
- قصة سيدنا صالح .
- من قصة سيدنا لوط .

## وصلات خارجية
- تفسير سورة النمل موقع اهل القرآن